# Eenblad
Eenblad (Malaxis monophyllos) is een orchidee die van nature voorkomt in Europa. Eenblad heeft zachte, lichtgroene bladeren en als bloeiwijze een lange, slanke aar met veel kleine bloempjes. Het bloemdek is naar achter teruggeslagen en de kroonbladen of petalen zijn dikwijls draadvormig, zodat de stamper duidelijk zichtbaar is.

## Bestuiving
Het gynostemium is zeer kort en draagt een enkele meeldraad met vier plaatvormigepollinia. Deze zijn verbonden met een druppeltje kleefstof, waarmee de verbinding met de bestuiver tot stand komt. Bestuivers zijn Paddenstoelmuggen.